# Landing Ship Medium

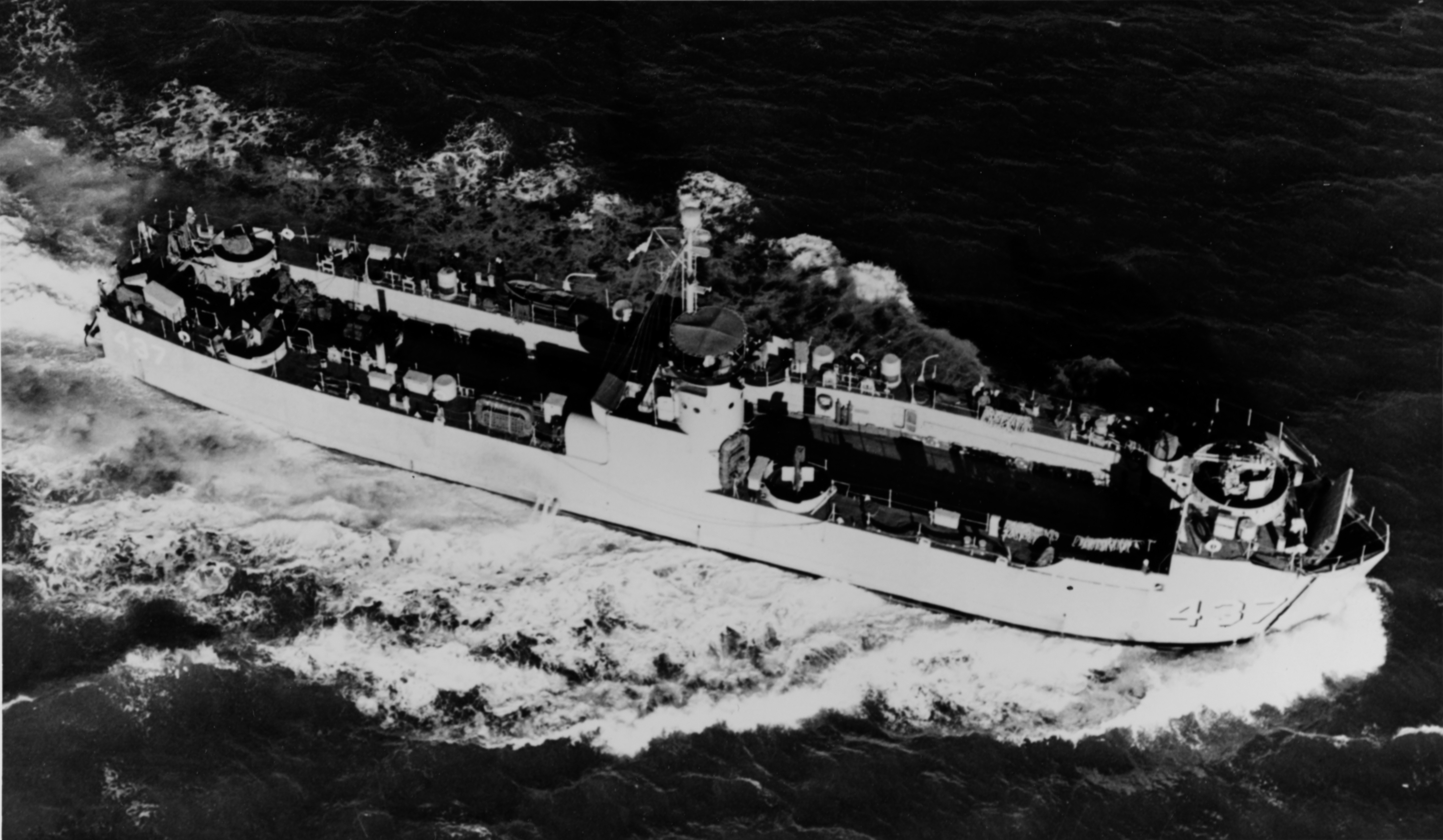
Le USS LSM-437

Un Landing ship medium est un bâtiment de débarquement pouvant décharger directement sur les plages des véhicules lourds. Il se classe entre les LCI (Landing Craft Infantry) et les LST (Landing Ship Tank).
Conçus durant la Seconde Guerre mondiale aux États-Unis où ils seront construits à 558 exemplaires entre 1944 et 1945, ils sont nommées dans la Marine nationale française comme bâtiment de débarquement de chars.
Leur longueur est inférieure à 100 mètres et leur masse est d'environ 1000 tonnes.
Différents armements équipent les nombreuses versions de LCI mais tous sont pourvus de canons anti-aériens 20 mm Oerlikon et la plupart d'entre-eux de canons anti-aériens 40 mm Bofors.

## Landing Ship Mediumde classe LSM-1 (transport)

### Liste des navires de classe LSM-1
Au total, 558 navires LSM sont construits. Voici des exemples notables :
| Nom                     | Date de lancement | Etat                              | Remarques |
| ----------------------- | ----------------- | --------------------------------- | --- |
| USS LSM-17              | 7 mai 1944        | Vendu le 15 novembre 1974         | |
| USS LSM-19              | 14 mai 1944       | Inconnu                           | |
| USS LSM-20              | 14 mai 1944       | Coulé le 5 décembre 1944          | |
| USS LSM-45              | 30 juin 1944      | Rayé des listes après 1998        | |
| USS LSM-46              | 30 juin 1944      | Vendu le 23 octobre 1948          | |
| USS LSM-56              | 21 juillet 1944   | Vendu le 23 octobre 1948          | |
| USS LSM-60              | 29 juillet 1944   | Sabordé le 25 juillet 1946        | |
| USS LSM-105             | 21 octobre 1944   | Vendu le 8 décembre 1958          | |
| USS LSM-110             | 28 octobre 1944   | Rayé des listes le 9 juin 1976    | |
| USS LSM-115             | 11 novembre 1944  | Vendu le 29 décembre 1946         | |
| USS LSM-125             | 25 novembre 1944  | Rayé des listes le 4 octobre 1977 | |
| USS LSM-135             | 23 avril 1944     | Coulé le 25 mai 1945              | |
| USS LSM-149             | 27 mai 1944       | Grounded on December 5, 1944      | |
| USS LSM-157             | NC                | Coulé en September 1958           | Transféré à la Chine nationaliste en 1949. Renommé Mei Le. Coulé par la Chine communiste en septembre 1958.                 |
| USS Kodiak (LSM-161)    | 27 juin 1944      | Rayé des listes le 14 août 1972   | |
| USS Oceanside (LSM-175) | 3 août 1944       | Rayé des listes en 1989           | |
| USS LSM-216             | NC                | Rayé des listes en 1960           | |
| USS LSM-217             | NC                | Inconnu                           | |
| USS LSM-236             | 4 juillet 1944    | Rayé des listes en 1972           | |
| USS LSM-247             | NC                | Vendu en février 1947             | |
| USS LSM-256             | NC                | Coulé le 16 juin 1969             | Transféré à la Chine nationaliste en 1949. Renommé Mei Hua, coulé le 16 juin 1969 après une collision avec le M.V. Ta Tung. |
| USS LSM-275             | 11 septembre 1944 | Rayé des listes en 1976           | Plus tard renommé le USS Portunus (ARC-1)                                                                                   |
| USS LSM-297             | 30 octobre 1944   | Rayé des listes en 1958           | |
| USS LSM-315             | NC                | Inconnu                           | |
| USS LSM-319             | NC                | Coulé en 1971                     | |
| USS LSM-333             | 13 octobre 1944   | Sabordé le 17 septembre 2006      | |
| USS LSM-335             | NC                | NC                                | Later USNS LSM-335 (T-AG-335) Assigned Ryukyuan shuttle.                                                                    |
| USS LSM-338             | 5 décembre 1944   | Rayé des listes                   | |
| USS LSM-355             | 2 décembre 1944   | Inconnu                           | |
| USS LSM-380             | 13 janvier 1945   | Waiting for preservation          | |
| USS LSM-397             | 6 janvier 1945    | Vendu en novembre 1958            | |
| USS Hunting (LSM-398)   | 6 janvier 1945    | Rayé des listes après 1983        | Later reclassified (E-AG-398)                                                                                               |
| USS LSM-462             | 3 février 1945    | Inconnu                           | |
| USS LSM-469             | 17 février 1945   | Sabordé le 1er février 2003       | |
| USS LSM-471             | 17 février 1945   | Inconnu                           | |
| USS LSM-477             | NC                | Coulé en 1971                     | |
| USS LSM-478             | 3 mars 1945       | Inconnu                           | |
| USS Raritan (LSM-540)   | 1er août 1945     | Inconnu                           | |
| USS LSM-547             | NC                | Abandonné en 1972                 | |